# 大山 (神奈川縣)

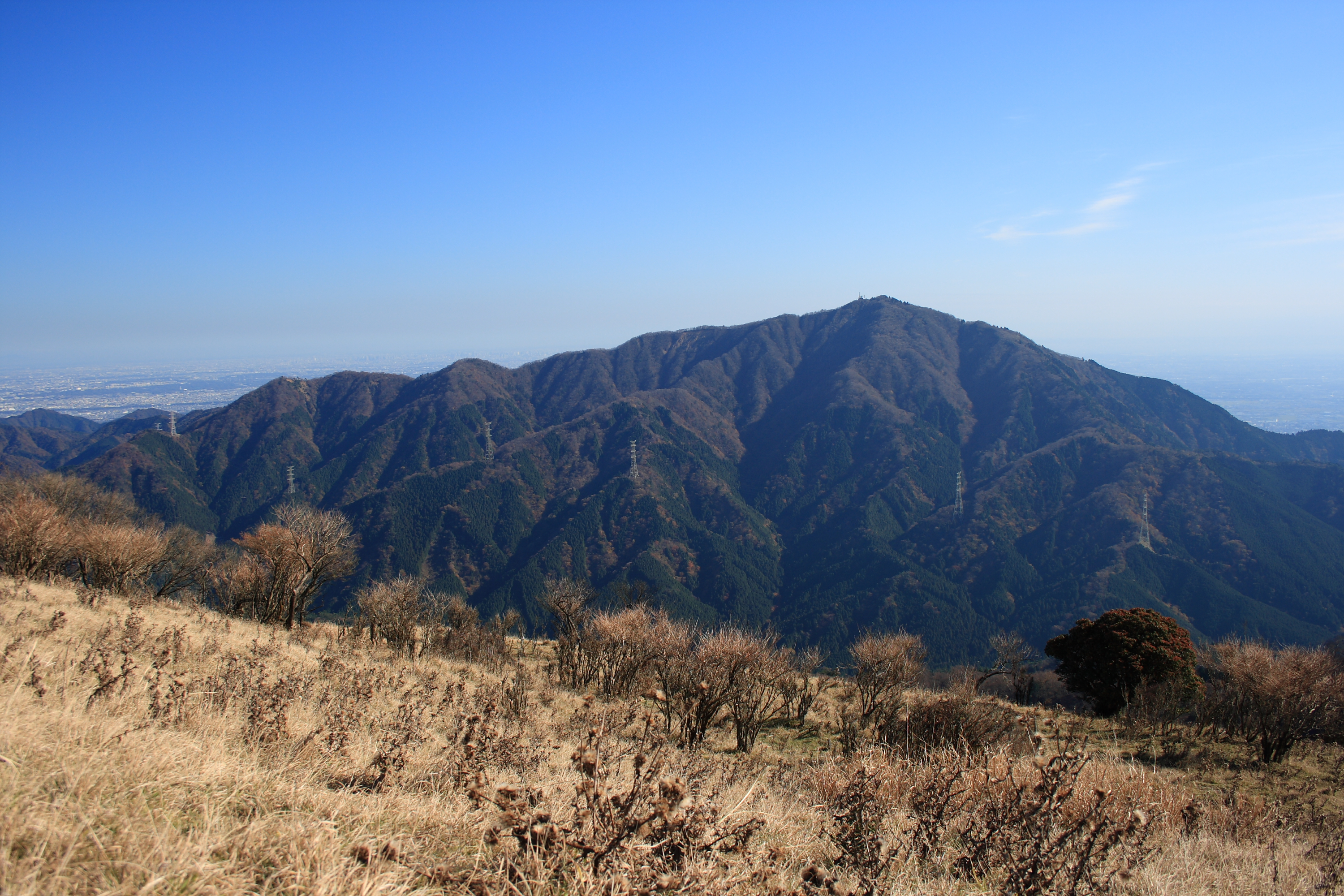
三之塔眺望秋季的大山

大山（日语：／）位于日本神奈川县伊势原市、秦野市、厚木市交界，海拔1,252米。与丹泽山等山指定為丹泽大山国定公园。
大山是日本三百名山也是关东百名山之一。

## 概要

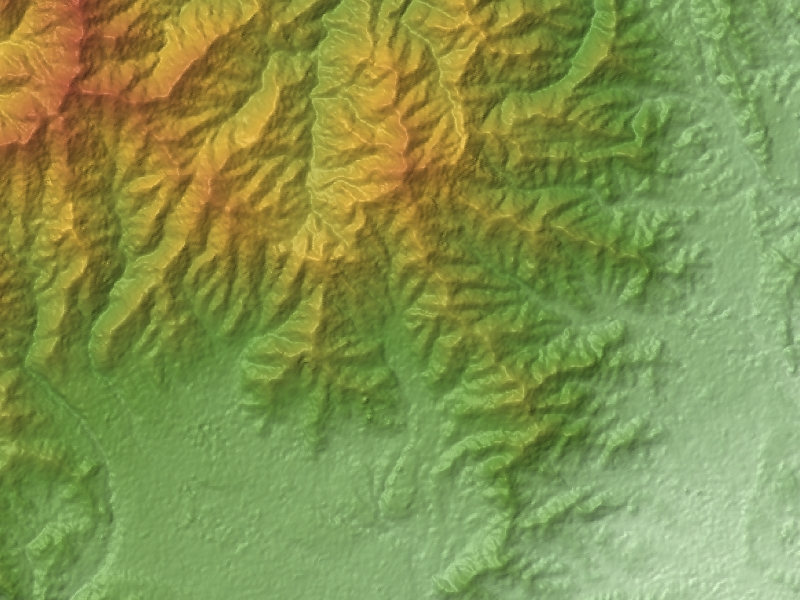
大山地形圖。山頂在中央偏上

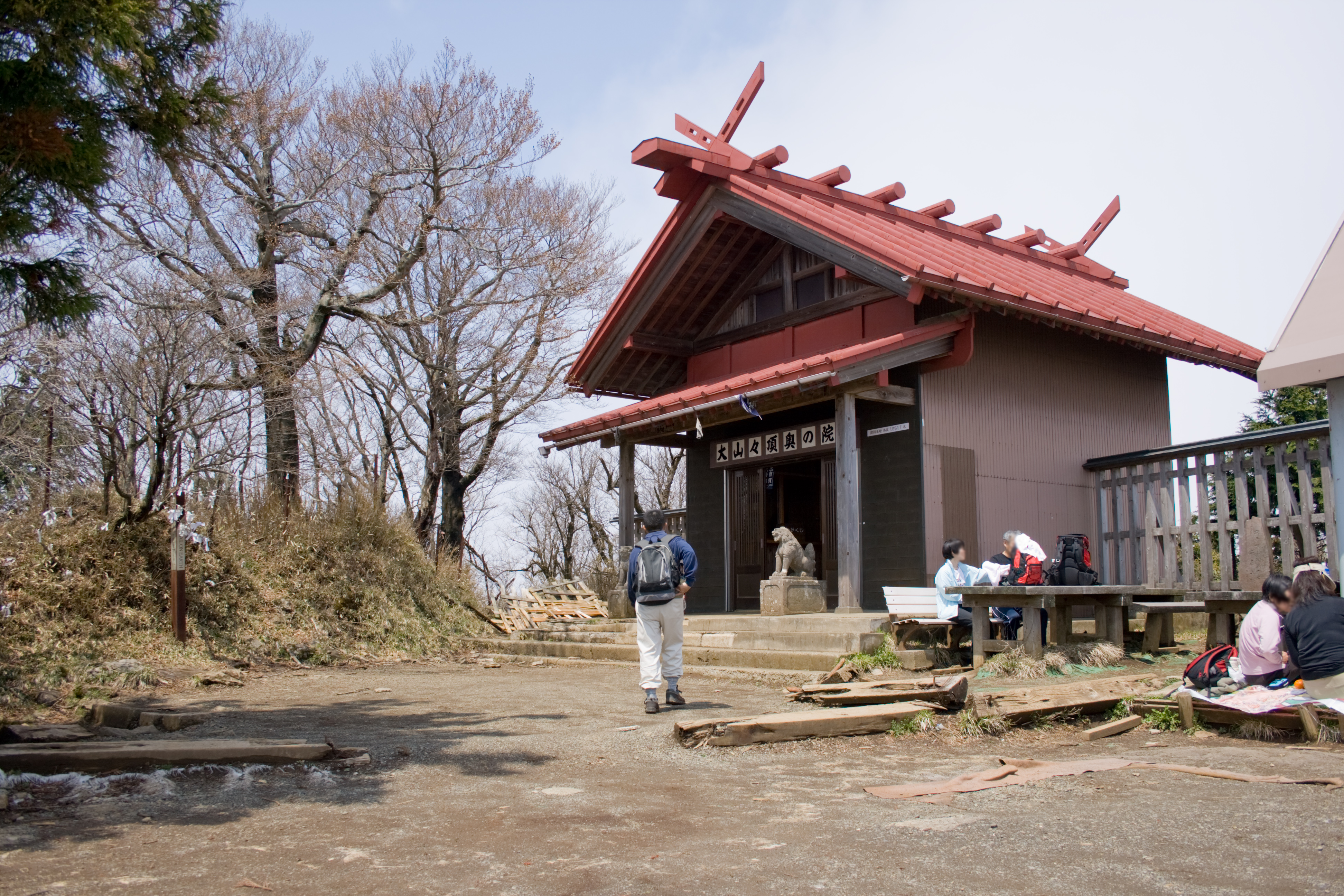
大山阿夫利神社山頂奧之院

大山是丹泽山地东部的最高山。由於其山容如富士山呈現美麗的三角形，自古以來就是庶民山岳信仰的對象（大山信仰）。「大山」之名源自於山頂祭祀的大山祇神，而大山祇神在過去又被稱作「石尊大權現」。大山山頂有以巨大岩石作為御神體（磐座）祭祀的阿夫利神社本社（上社），山腰有阿夫利神社下社、大山寺。
大山別名「阿夫利（あふり）山」、「雨降（あふ）山」，與阿夫利神社是古時農民乞雨的對象。
江戶時代中期（18世紀後半）起，大山御師（明治以後稱先導師）進行布教的「大山講」組織化，庶民興起「大山參拜」熱潮。各地開闢通往大山的大山道與大山道標、大山山麓擁有宿坊等的門前町也迅速發展。
大山的天狗信仰十分興盛，阿夫利神社內有大天狗、小天狗的祠堂。大山也是日本傳聞的八天狗之一大山伯耆坊的所在地。現在夫利神社下社附近有伯耆坊的石碑，大山寺旁也有祭祀伯耆坊的祠堂。
在这里可以眺望到神奈川县的绝大部分，因此一年四季游客络绎不绝。江户时代江户的百姓往往把江之岛和大山作为在神奈川县观光的首选。
豆腐和玩具陀螺是大山的特产。当地还种植了很多柿子树。

## 歷史

### 平安時代以前
從繩文時代後期中葉的加曾利B式土器片與古墳時代的土師器片、須惠器片，平安時代的經塚壺、經筒等文物，可推測大山信仰在很久以前就開始發展。
《萬葉集》的東歌曾提到「相模峰の雄峰見過ぐし忘れ来る妹が名呼びて吾を哭し泣くな」。
10世紀前期的《延喜式》神名帳記載祭祀「石尊大權現」的「阿夫利神社」。由於神名帳大約是在天平年間完成，因此可推測阿夫利神社在8世紀前半就已創建。
神佛習合時代之後，修驗道興起。對大山的信仰以及對「石尊大權現」的信仰逐漸合而為一。《續群書類從》第27輯下釋家部的《大山寺緣起》（真名本）記載天平勝寶7年（755年），東大寺初代別當的良弁僧正創立大山寺。大山寺是聖武天皇祈求國家安穩的勅願寺，天平寶字5年（762年）在本堂安座不動明王像。元慶2年（878年），大山寺因大地震與大火而燒毀，元慶8年（884年）重建，為天台宗系的修驗場。 。
平安時代末期，大山編入糟屋氏支配的糟屋莊，久壽元年（1154年）12月糟屋莊進獻給安樂壽院。之後大山分別成為藤原得子（鳥羽法皇皇后。美福門院）與其子暲子內親王（八條院）領地。

### 鎌倉時代至戰國時代
鎌倉時代，糟屋氏為源賴朝御家人，因此大山寺受到鎌倉幕府的庇護。《吾妻鏡》曾記載大山寺接受源賴朝與源實朝的捐贈。之後，大山寺曾一度荒廃，直至真言宗願行房憲靜（けんじょう）再興。當時，願行為了修得降伏蒙古的秘法而前往大山進行百日苦行，在師匠意教房賴賢提供的鐵造不動明王像前祈禱時，看見了發怒的不動明王之姿，之後不動明王像更開眼。願行依照當時不動明王之姿製作兩尊鐵造不動明王像，一尊為大樂寺的不動明王像（現存於覺園寺。神奈川縣重要文化財），另一尊為大山寺的不動明王像（國家重要文化財）。
室町時代，大山寺受到室町幕府庇護，但也因幕府衰退而沒落。此外，《大山寺緣起繪卷》創作於室町時代後期。
戰國時代，大山為小田原北條氏控制範圍，北條氏為了利用修驗道勢力，將大山納入天台宗本山派玉瀧坊旗下。天正18年（1590年）德川家康攻略小田原時，曾與大山修驗道勢力激戰。

### 江戶時代

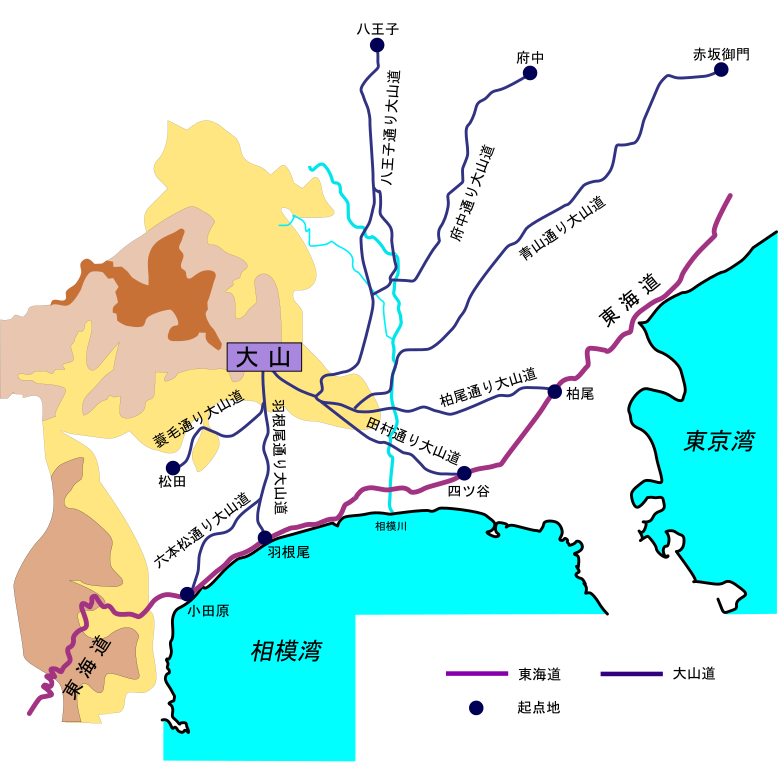
大山道（主要八道）。

江戶時代，與德川家康敵對的大山修驗道勢力被迫下山，山內僅留清僧（學僧），之後大山寺從天台宗改宗古義真言宗，初代學頭由成事智院住持實雄法師（古義真言宗）出任。慶長13年（1608年），大山進獻為御朱印地，開始獲得幕府經濟上的支援。德川家光在大山寺「寛永大修理」時，提供一萬兩營造費，並由春日局二度參拜。
下山的修驗道信徒定居於大山山麓，御師除了進行布教活動，並開設宿坊與土產店，發展成大山門前町（蓑毛町、坂本、稻荷、開山、福永、別所、新町）。御師的布教活動（大山講）帶動信眾前往大山參拜，各地通往大山的道路稱作「大山道」。明治初期的《開導記》記載，大山講總數達15700，總檀家數約有70萬軒。
寛政4年（1792年），《大山不動靈驗記》出版。

### 明治以後
明治維新以後，明治元年（1868年）3月的神佛分離令加上廢佛毀釋運動，大山寺遭到破壞，之後改建為阿夫利神社下社。明治18年（1885年），大山寺在現址（來迎院舊址）以明王院之名進行重建，大正4年（1915年）與觀音寺合併，再次改名為「大山寺」。

## 觀光
從小田急小田原線伊勢原站可搭乘巴士至山麓的大山纜車站。由於市區到大山纜車站之間只有一條道路，初詣與楓葉季時常堵塞。纜車往山上設有兩站，一站是大山寺最近的大山寺站，一站是阿夫利神社下社最近的阿夫利神社站。從下社步行至山頂約需1小時半。
此地受惠於丹澤山系的優質水源，豆腐十分聞名，同時陀螺也是當地名物。從巴士站到山麓的大山纜車站（大山觀光電鐵大山鋼索線）之間可見過去宿坊的面貌，石階旁旅館、豆腐料理店、民藝品店林立。另外，大山饅頭也是當地名產。
年度活動則有「大山豆腐祭」與從伊勢原站至下社9km、高低差達650m的「大山登山馬拉松」。

## 登山
大山从山脚到山顶分为28丁目。主要有3个登山口。
- 大山觀光電鐵大山鋼索線

乘坐小田急到伊势原站下车，换乘神奈川中央交通的巴士前往大山观光缆车站，乘坐大山观光缆车可以直接到达阿夫利神社下社。
- 矢柜山口

乘坐小田急到秦野站下车，换乘神奈川中央交通的巴士在矢柜山口下车。矢柜山口的巴士班次比较少，如果从这里下山，必须走到蓑毛。
- 日向药师（日语：日向薬師）

乘坐小田急到伊势原站下车，换乘神奈川中央交通的巴士前往日向药师。这条山路比较长，一般登山者很少走这里。
大山有野鹿和熊出没，夏季内侧还有很多蚂蟥，需准备驱熊的铃铛和驱除蚂蟥的盐。

## 廣播設施
| 廣播電台          | 頻率     | 呼號    | 發射輸出功率 | 有效輻射功率 | 廣播對象區域 | 廣播區域內戶數 | 廣播開始日                |
| ----------------- | -------- | ------- | ------------ | ------------ | ------------ | -------------- | ------------------------- |
| FM橫濱 橫濱FM放送 | 84.7MHz< | JOTU-FM | 5kW<         | 21kW         | 神奈川縣     | -              | 2013年（平成25年）6月24日 |

為了解除神奈川縣內部分區域的收訊問題而於2013年6月24日開始將主送信所從圓海山移至大山。圓海山改作預備送信所。送信所位於大山山頂的秦野市側。

## 照片集

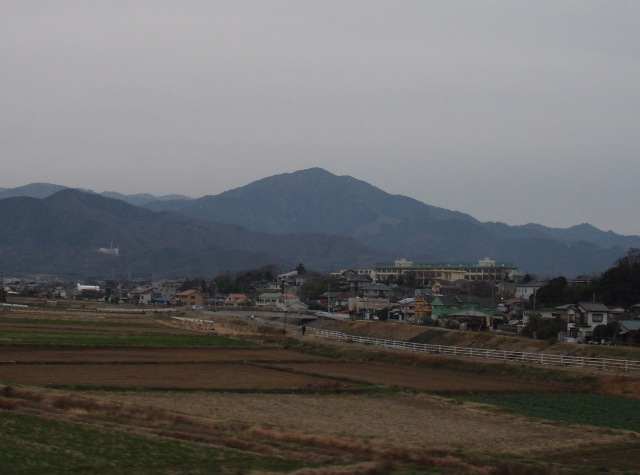
在平塚市冈崎看大山
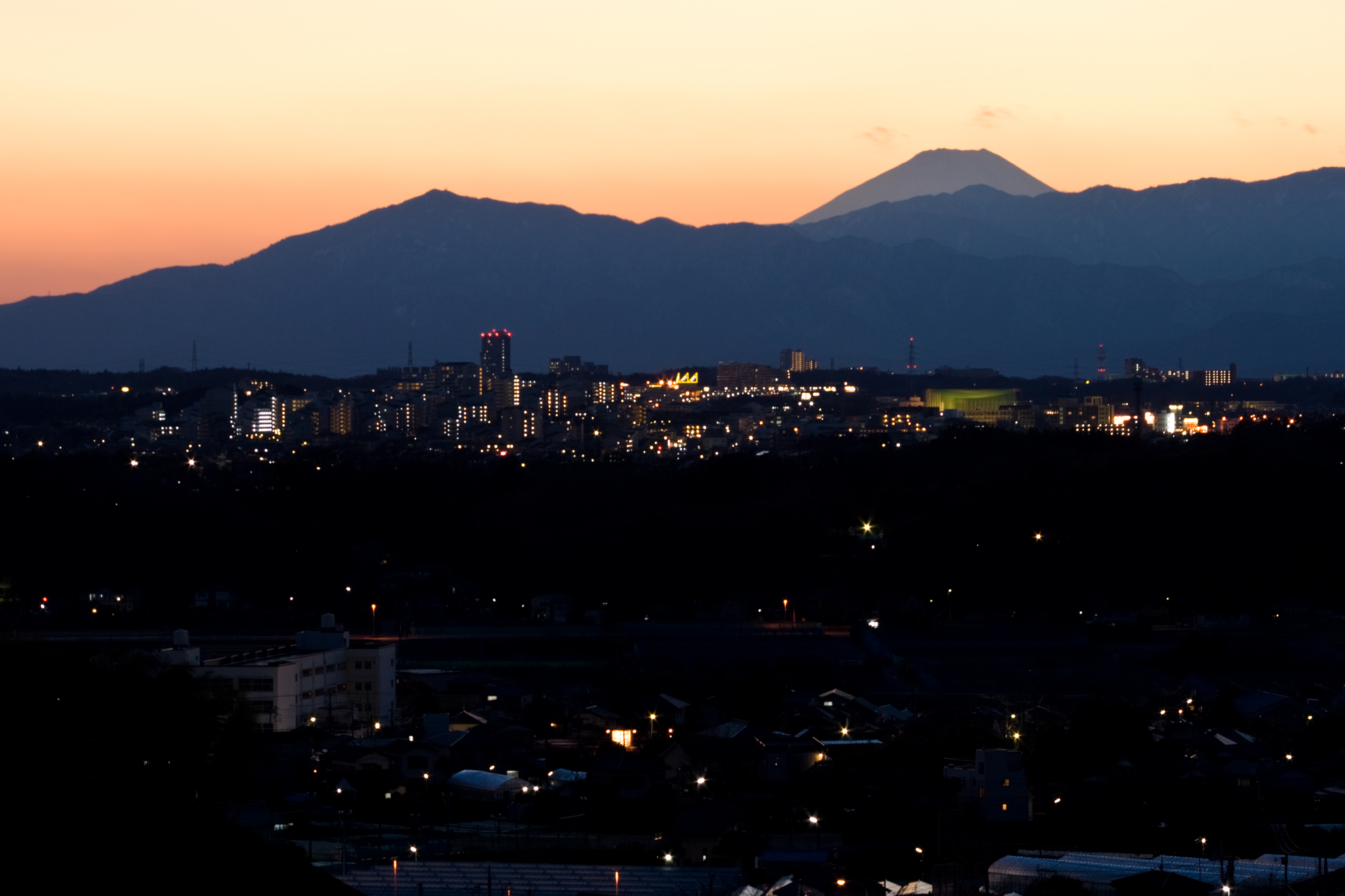
在横滨市都筑区看大山和富士山
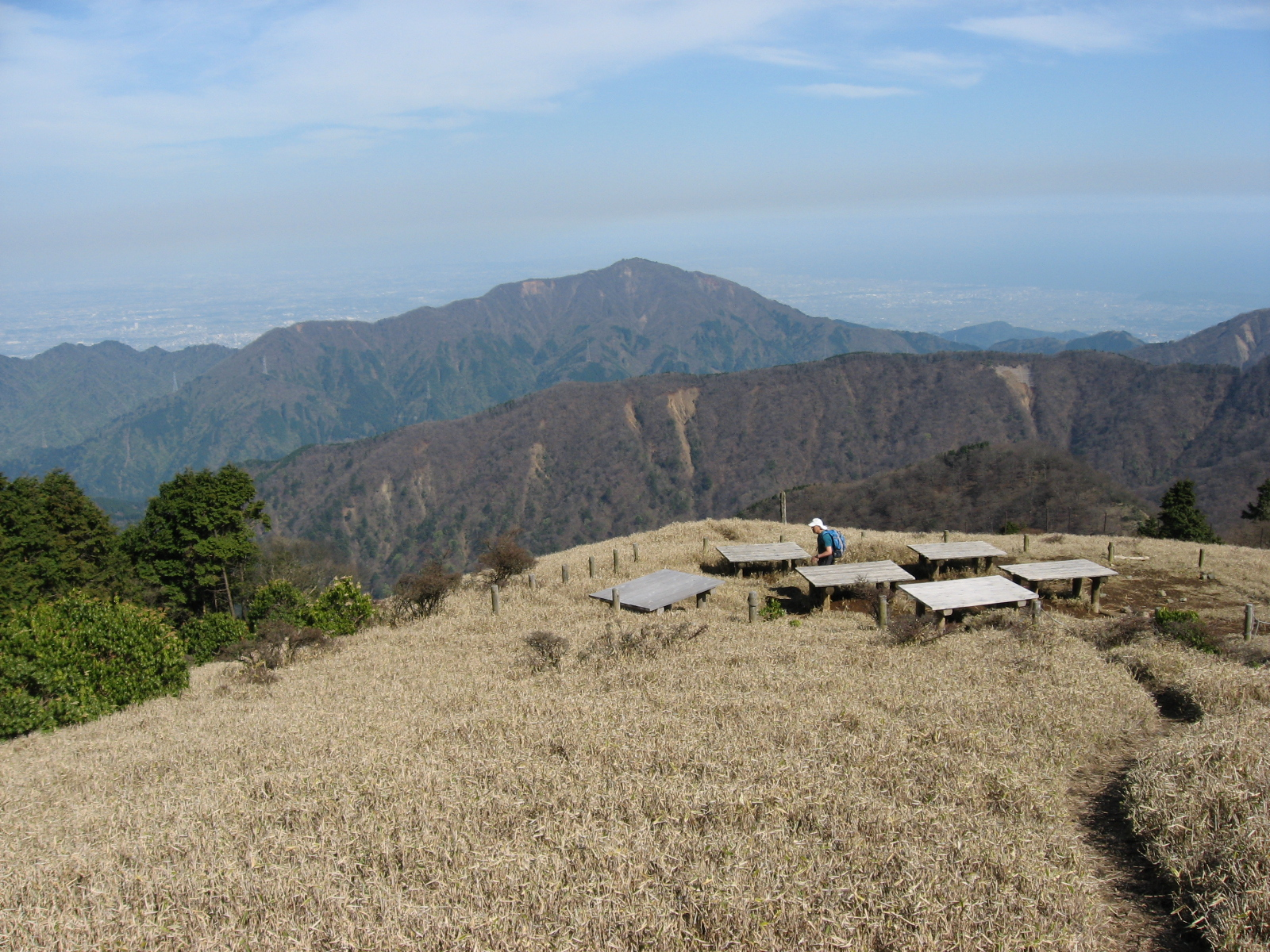
在丹泽龙马场（日语：竜ヶ馬場）看大山
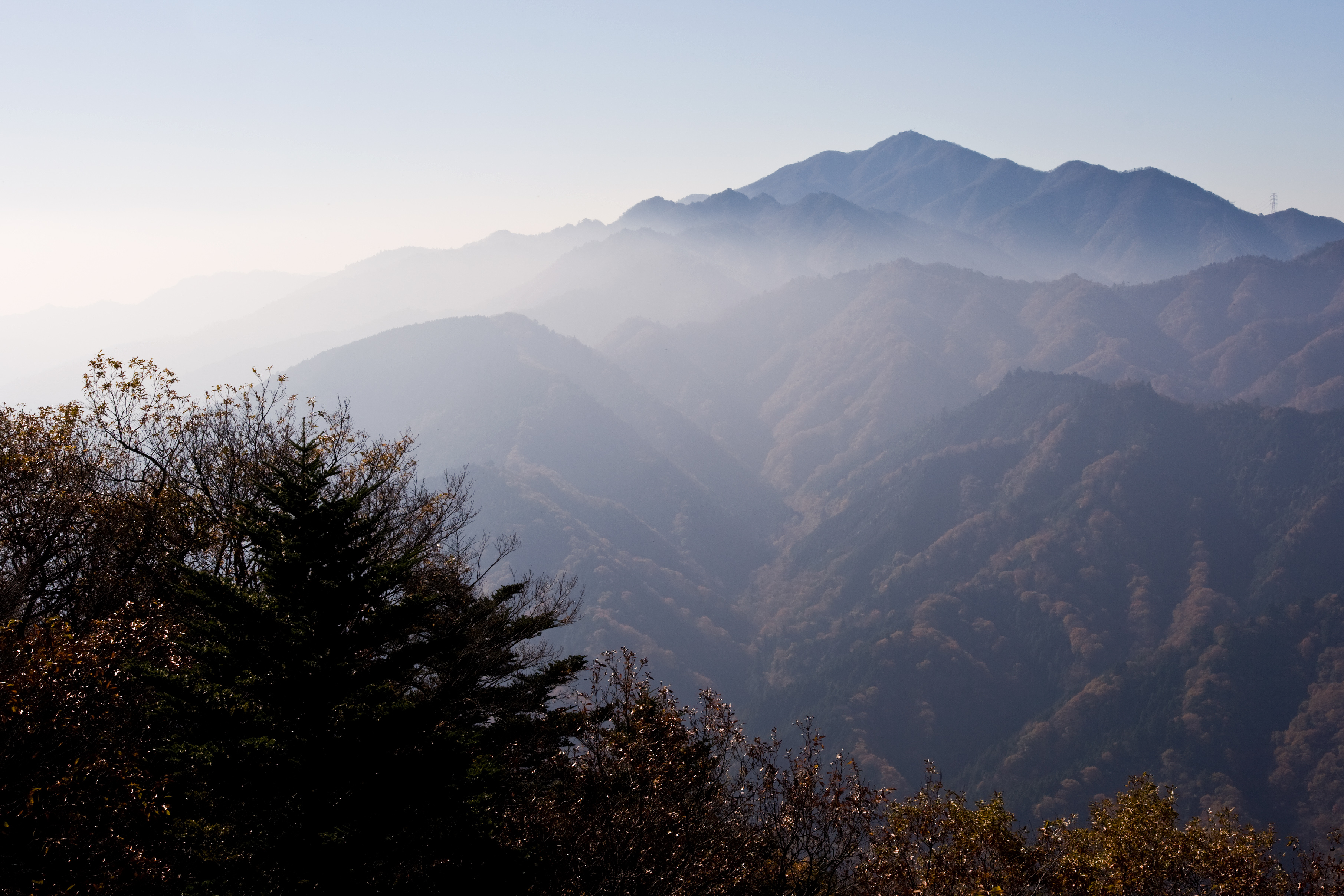
在佛果山（日语：仏果山）看大山